# Liste der Abgeordneten zum Istrianischen Landtag (VIII. Wahlperiode)
Diese Liste der Abgeordneten zum Istrianischen Landtag (VIII. Wahlperiode) listet alle Abgeordneten zum Istrianischen Landtag der Markgrafschaft Istrien in der VIII. Wahlperiode auf. Die Wahlperiode reichte von 1895 bis 1901.

## Wahlen und Sessionen
Der Landtag der VII. Wahlperiode war am 26. Jänner 1895 vom Kaiser aufgelöst worden. In der Folge wurde 1895 die Landtagswahlen durchgeführt.
In der Folge wurden im Mai 1889 die Neuwahlen durchgeführt, wobei die Mitglieder der Landgemeinden am 16. Mai und jene der Städte, Märkte und Industrialorte am 25. Mai bestimmt wurden. Mit dem Kaiserlichen Patent vom 12. Dezember 1895 wurde der Istrianische Landtag der VIII. Wahlperiode erstmals für den 8. Jänner 1896 einberufen. Während der Wahlperiode wurde der Tagungsort des Landtags zwei Mal verlegt. 1898 übersiedelte der Landtag von Parenzi nach Pola, ab 1899 tagte der Landtag in Capodistria. Mit dem Kaiserlichen Patent vom 1. Oktober 1901 wurde der Landtag der VIII. Wahlperiode aufgelöst.
Die VII. Wahlperiode gliederte sich in sechs Sessionen:
- 1. Session von 8. Jänner bis 8. Februar 1896
- 2. Session von 26. Jänner bis 5. Februar 1897
- 3. Session von 20. Jänner bis 26. Februar 1898
- 4. Session von  15. April bis 3. Juni 1899
- 5. Session von 13. Juli bis 13. August 1900
- 6. Session von 20. Juni bis 21. September 1901

## Landtagsabgeordnete
Der Landtag umfasste 33 Abgeordnete. Dem Landtag gehörten dabei fünf Vertreter des Großgrundbesitzes, zwei Vertreter der Handels- und Gewerbekammer Laibach, 11 Vertreter der Städte und 12 Vertreter der Landgemeinden. Hinzu kam drei Virilstimmen.
Die Tabelle enthält im Einzelnen folgende Informationen:
| Name:        | Name des Abgeordneten |
| Wahlklasse:  | Die dem Klassenwahlrecht entsprechende Wahlklasse bzw. Kurie: I. Wahlklasse = Virilstimme (Bischof von Laibach); II: Adelige des Großen Grundbesitzes; III: Handels- und Gewerbekammer; IV: Zensuswahlklasse unterteilt nach Städten/Orten bzw. Landgemeinden; |
| Region:      | Die im Wahlbezirk enthaltenen Städte bzw. Gerichtsbezirke (Landgemeindewahlbezirke) |
| Anmerkungen: | Veränderungen während der Periode durch Tod, Mandatsverzicht oder spätere Angelobung |

| Name                            | Wahlklasse                     | Region                                 | Anmerkung                                                     |
| ------------------------------- | ------------------------------ | -------------------------------------- | ------------------------------------------------------------- |
| Bartoli Matteo                  | Städte, Märkte, Industrialorte | Pinguente, Isola, Muggia               | trat 1899/1900 zurück                                         |
| Bennati Felice                  | Großgrundbesitz                |                                        |                                                               |
| Bubba Giuseppe                  | Handels- und Gewerbekammer     |                                        |                                                               |
| Campitelli Matteo               | Städte, Märkte, Industrialorte | Rovigno                                |                                                               |
| Canciani Giovanni               | Städte, Märkte, Industrialorte | Parenzo, Umago, Cittanova              |                                                               |
| Chersich Innocente              | Städte, Märkte, Industrialorte | Cherso, Veglia                         |                                                               |
| Cleva Giovanni                  | Landgemeinden                  | Dignano, Pola, Rovigno                 |                                                               |
| Constantini Francesco           | Städte, Märkte, Industrialorte | Pisino, Albona, Fianona                |                                                               |
| Consulich Simone                | Landgemeinden                  | Veglia, Lussin, Cherso                 |                                                               |
| Depangher Michele               | Städte, Märkte, Industrialorte | Pinguente, Isola, Muggia               | als Nachfolger von Matteo Bartoli                             |
| Doblanovich Domenico            | Landgemeinden                  | Dignano, Pola, Rovigno                 |                                                               |
| Ferretich Francesco             | Virilstimme                    |                                        | nach der 1. Session ausgeschieden                             |
| Flapp Giovanni Battista         | Virilstimme                    |                                        | ab der 4. Session                                             |
| Franceschi de Giovanni Battista | Großgrundbesitz                |                                        | vorzeitig ausgeschieden                                       |
| Gambini Pier Antonio            | Städte, Märkte, Industrialorte | Capodistria                            |                                                               |
| Ghersa Pietro                   | Großgrundbesitz                |                                        | ab der 3. Session                                             |
| Glavina Janez Nepomuk           | Virilstimme                    |                                        | vorzeitig ausgeschieden                                       |
| Glezer Felice                   | Handels- und Gewerbekammer     |                                        |                                                               |
| Jenko Slavoj                    | Landgemeinden                  | Volosca, Castelnuovo                   |                                                               |
| Kompare Giuseppe                | Landgemeinden                  | Capodistria, Pirano, Pinguente         |                                                               |
| Laginja Matko                   | Landgemeinden                  | Pisino, Albona                         |                                                               |
| Mahic Antonio                   | Virilstimme                    |                                        | ab der 3. Session als Nachfolger von Francesco Ferretich      |
| Mandić Matko                    | Landgemeinden                  | Volosca, Castelnuovo                   |                                                               |
| Polesini Benedetto              | Großgrundbesitz                |                                        | vorzeitig ausgeschieden                                       |
| Rizzi Lodovico                  | Städte, Märkte, Industrialorte | Dignano, Pola                          |                                                               |
| Scampicchio Ubaldo              | Großgrundbesitz                |                                        | ab der 3. Session                                             |
| Spinčić Vjekoslav               | Landgemeinden                  | Veglia, Lussin, Cherso                 |                                                               |
| Stanger Andrija                 | Städte, Märkte, Industrialorte | Volosca, Castua, Lovrana, Moschienizze |                                                               |
| Sterk Andrea Maria              | Virilstimme                    |                                        |                                                               |
| Tamaro Marco                    | Großgrundbesitz                |                                        |                                                               |
| Tomasi Agostino                 | Städte, Märkte, Industrialorte | Montona, Buje, Visinada, Pinguente     |                                                               |
| Trinajstić Matko                | Landgemeinden                  | Capodistria, Pirano, Pinguente         |                                                               |
| Trinajstić Dinko                | Landgemeinden                  | Pisino, Albona                         |                                                               |
| Vareton Guglielmo               | Großgrundbesitz                |                                        |                                                               |
| Venier Silvestro                | Landgemeinden                  | Parenzo, Buje, Montona                 | starb am 20. Oktober 1898                                     |
| Venier Nicolo                   | Städte, Märkte, Industrialorte | Pirano                                 | vorzeitig ausgeschieden                                       |
| Ventrella Almerigo              | Städte, Märkte, Industrialorte | Pirano                                 | am 19. Dezember 1898 als Nachfolger von Nicolo Venier gewählt |
| Vergottini Tomaso de            | Landgemeinden                  | Parenzo, Buje, Montona                 |                                                               |
| Vidulich Sabino                 | Städte, Märkte, Industrialorte | Lussinpiccolo mit Lussingrande         |                                                               |